# Inimicus caledonicus
Inimicus caledonicus är en fiskart som först beskrevs av Sauvage, 1878.  Inimicus caledonicus ingår i släktet Inimicus och familjen Synanceiidae. IUCN kategoriserar arten globalt som livskraftig. Inga underarter finns listade i Catalogue of Life.